# Bulbophyllum intricatum
Bulbophyllum intricatum là một loài phong lan thuộc chi Bulbophyllum.